# 1690
سنة 1690 كانت سنة بسيطة تبدأ يوم الأحد (الرابط يظهر نموذج التقويم الكامل للسنة) من التقويم الميلادي، وسنة بسيطة تبدأ يوم الأربعاء من التقويم اليولياني.

## أحداث
- تأسيس مدينة سووالكي وتقع حاليا في بولندا.

## مواليد
- يواخيم بيكاو

## وفيات
- أولة بورك
- إسماعيل باشا العياشي صدر أعظم عثماني
- إيزابيل لويزا، أميرة بيرا أميرة بيرا
- ابن أبي دينار مؤرخ تونسي
- بكري مصطفى باشا صدر أعظم عثماني
- بنجامين بلوك رسام ألماني
- بنجامين بولين
- شارل لوبران
- جوهانس فان دير بنت رسام هولندي
- جيسينا تير بورخ
- روبرت باركلي
- شارل الخامس، دوق لورين
- فيليب فيلهلم (ناخب بالاتينات)
- كاسبار تسيغلر
- ماريا آنا فيكتوريا من بافاريا
- مرغاريتا ألاكوك
- مير زاهد
- جان برستيت - رياضياتي فرنسي.
- يعقوب كويريدو
- يوهان جاكوب شوتس محامي ألماني